# Anders Falkengréen
Anders Siggesson Falkengréen, född 5 juli 1595, död 2 maj 1655, var en svensk militär. Han var stamfar för adliga ätten Falkengréen.

## Biografi
Anders Falkengréen föddes 1595. Han var son till kyrkoherden Siggo Christophori och Ebba Andersdotter i Eskilstuna. Falkengréen var från 1617 till 22 maj 1621 skrivare vid kansliet. Den 15 mars 16939 blev han uppsyningsman över slussverket. Han adlades 24 december 1645 till Falkengréen och introducerades 1647 i Svenska riddarhuset som nummer 343. Falkengréen slutade vid slussverket 13 november 1647. Han avled 1655 och begravdes i Torshälla kyrka.

### Familj
Falkengréen var gift med Maria Kula eller Lod (död före 1685). Hon var dotter till kyrkoherden Abraham Kule och Carin Månsdotter. De fick tillsammans barnen löjtnanten Sigge Falkengréen (död 1679), generalkvartermästarelöjtnanten Abraham Falkengréen (1630–1677), Ebba Catharina Falkengréen som var gift med överstelöjtnanten Johan Thewitz, kornetten Anders Falkengréen, överstelöjtnanten Christoffer Falkengréen (1647–1708) och Johan Falkengréen.